# Actumnus margarodes
Actumnus margarodes is een krabbensoort uit de familie van de Pilumnidae. De wetenschappelijke naam van de soort is voor het eerst geldig gepubliceerd in 1905 door MacGilchrist.